# Jeanne Dulondel
Marie-Jeanne Dulondel (née Marie-Jeanne de Châteauneuf le 9 mars 1706 et morte à Stockholm le 10 avril 1772) est une comédienne et directrice de théâtre française.
Mariée au comédien français Jean-Baptiste-Joseph Duhautlondel, dit Dulondel, elle joue à La Haye de 1738 à 1740, dans la troupe de Nicolas Huau, dont font partie Jean-Nicolas Prévost et Louise Dimanche. Elle arrive à Stockholm en 1753, venant de Copenhague avec sa troupe, qu'elle codirige avec Pierre Delaunay.
En 1756, elle cède la direction de la troupe à son fils Louis. Sa fille Louise (1740-1777) fut l'une des actrices favorites du Théâtre français et de la cour de Suède.